# Parc national de Liwonde
Le parc national de Liwonde, également connu sous le nom de réserve faunique de Liwonde, est un parc national du sud du Malawi, près de la frontière avec le Mozambique. Le parc est créé en 1973 et est géré par l'organisation de conservation à but non lucratif African Parks depuis août 2015. African Parks a construit une clôture électrique autour du périmètre du parc pour aider à atténuer les conflits homme-faune. Début 2018, la réserve forestière adjacente de Mangochi a également été placée sous la gestion d'African Parks, doublant presque la taille de la zone protégée.

## Description et géographie
Le parc national de Liwonde se trouve dans la région Sud du Malawi, juste au sud du lac Malawi, près de la frontière avec le Mozambique. Il se trouve en grande partie dans le district de Machinga, mais aussi dans le district de Mangochi. Le district de Balaka s'étend le long de sa frontière ouest. La réserve couvre 548 km2 de forêts et de savanes sèches,. Une section de 30 km de la rivière Shire traverse le parc, y compris une section de la rive du lac Malombe, 20 km au sud du lac Malawi. Une section a été ajoutée en 1977 à la limite nord du parc qui le relie à la réserve forestière de Mangochi.
Le parc national de Liwonde et la réserve forestière contiguë de Mangochi sont gérés par African Parks en collaboration avec les communautés locales représentées par l'Association de l'Upper Shire pour la conservation du parc national de Liwonde (USACOL) et 31 comités villageois des ressources naturelles entourant Liwonde. Liwonde a un périmètre de 129 km , qui n'était pas clôturé jusqu'à ce que l'organisation à but non lucratif African Parks confirme son intention de construire une frontière entièrement clôturée en 2015, qui a depuis été achevée.

## Histoire
Liwonde a été créé en 1973. Lorsque le parc a été classé, de nombreux habitants ont été contraints de déménager dans des communautés frontalières à l'extérieur du parc, ce qui a entraîné des villages à la périphérie du parc ayant une densité de population relativement élevée par rapport au reste du pays. Avant la création du parc, la terre était utilisée pour l'agriculture, en grande partie de subsistance. Le coton, le maïs, le tabac et le riz étaient les principales cultures et la pêche était une autre industrie importante.
African Parks a repris la gestion de Liwonde en août 2015,, après avoir été enrôlé par le département des parcs nationaux et de la faune (DNPW) du Malawi,. La reconstruction de la clôture du parc était une priorité absolue pour l'organisation, afin de réduire les conflits entre hommes et animaux sauvages en gardant les animaux dans les limites de Liwonde et de réduire le braconnage. Cette clôture est surveillée 24 heures sur 24 et 7 jours sur 7 pour s'assurer que les animaux restent à l'intérieur et que les braconniers restent à l'extérieur. Clôturer le parc a coûté 1,6 million de dollars américains et a pris environ 18 mois.
En 2015, USACOL investit 8,3 millions de K du Programme des Nations unies pour le développement pour la conservation du parc. Le projet, qui aurait duré d'avril à décembre, était géré par l'USACOL et le CBNRM, qui font tous deux partie de l'Union de coordination pour la réhabilitation de l'environnement. Selon le coordinateur national du CBNRM, le projet a encouragé les communautés locales à participer à la conservation et à la gestion des ressources naturelles.

## Faune
Liwonde a une population d'environ 17 800 grands mammifères et abrite plus de 380 espèces d'oiseaux. Les grands mammifères comprennent le buffle d'Afrique, l'antilope (y compris l'éland, l'hippotrague noir en voie de disparition et le cobe à croissant), les babouins, le rhinocéros noir, le guib harnaché, les éléphants, l'hippopotame, l'impala, le koudou, les singes et les phacochères. Le parc abrite des dizaines d'autres espèces de mammifères en pâturage, ainsi que des crocodiles.
Liwonde a été très actif dans les efforts de conservation et les programmes de relocalisation des animaux. Depuis 1990, des éléphants, des rhinocéros noirs, des élands, des impalas, des koudous, des zibelines, des phacochères, des cobes et des zèbres ont été déplacés vers ou depuis le parc, En 2020, une étude aérienne a estimé qu'il y avait environ 600 éléphants, 1 300 buffles, 1 000 zibelines, 6 600 cobes et 2 500 hippopotames.

### Éléphants
Le parc est connu pour l'observation des éléphants et les efforts de conservation. African Parks a aidé les responsables du parc à déplacer 70 éléphants de Liwonde et Mangochi vers la réserve faunique de Majete en 2008. En juin-août 2016 et 2017, African Parks a déplacé environ 500 éléphants de Liwonde et Majete vers la réserve faunique de Nkhotakota, et 34 autres éléphants de Liwonde vers le parc national de Nyika,. Le projet de 1,6 million de dollars a été financé par Nationale Postcode Loterij et la Fondation Wyss, entre autres donateurs. Une autre relocalisation a eu lieu en juillet 2022, lorsque 250 éléphants ont été déplacés vers le parc national de Kasungu .

### Rhinocéros noir
En 1993, un couple de rhinocéros noirs a été déplacé d'Afrique du Sud vers un sanctuaire de 15 km2 clôturé dans le parc, un projet financé par J&B London et J&B Circle of Malawi (maintenant appelé les espèces en voie de disparition du Malawi). Le premier veau est né du couple en 1996 et un deuxième couple a été introduit dans un deuxième sanctuaire en 1998. En 1999, un deuxième veau est né. Les sanctuaires de rhinocéros de Liwonde ont conduit à la croissance d'un certain nombre d'autres espèces, en particulier le buffle, l'éland, le bubale de Lichtenstein, l'hippotrague rouan, le zèbre et l'hippotrague noir, permettant aux animaux de ces espèces d'être déplacés vers d'autres parcs, en particulier le parc national de Kasungu. La clôture entourant ces deux sanctuaires a été supprimée en 2000, ouvrant le reste du parc à ces animaux et à d'autres qui vivaient dans les sanctuaires, et l'effort de conservation des rhinocéros dans le parc se poursuit.
En novembre 2019, 17 rhinocéros noirs ont été transportés d'Afrique du Sud vers le parc. La translocation a été effectuée par African Parks, en collaboration avec le WWF Afrique du Sud, le DNPW et Ezemvelo KZN Wildlife.

### Prédateurs
En mai 2017, African Parks a déplacé sept guépards d'Afrique du Sud, devenant ainsi les premiers guépards sauvages du Malawi en vingt ans,. Ce sont les premiers grands prédateurs à être réintroduits dans le parc, après avoir été absents de cette partie du pays pendant environ un siècle,. Le projet de métapopulation de guépards de l'Endangered Wildlife Trust et le DNPW ont aidé à la relocalisation. Depuis 2017, la population de guépards est passée à 21 individus.
Les responsables du parc de Liwonde avaient espéré introduire des lions femelles en 2012. La dernière observation signalée d'un lion mâle remonte à 2015. Les responsables du parc prévoyaient toujours de réintroduire des lions et des léopards, à partir de 2017,. Début 2018, African Parks a réintroduit 9 lions à Liwonde. Le DNPW, le gouvernement néerlandais et le Lion Recovery Fund ont aidé à la relocalisation. La population de lions s'est bien adaptée depuis et le premier lionceau est né en 2020.
Dans un effort pour augmenter le nombre d'hyènes du parc, six animaux ont été réintroduits depuis une propriété privée à Kasungu, portant la population à environ 25.
En juillet 2020, une meute de huit lycaons a été réintroduite dans le parc, après des décennies depuis leur extinction locale. La meute s'est bien adaptée à son nouvel environnement et six semaines après leur déménagement, la première portée de chiots a été confirmée. Tragiquement, en novembre 2022, la meute a été tuée à la suite de l'empoisonnement intentionnel d'un point d'eau dans le parc national de Liwonde.

### Des oiseaux
Les espèces d'oiseaux restreintes au biome dans le parc comprennent : le rougegorge étoilé, le perroquet à tête brune, le barbican à poitrine brune, le batis pâle, le faucon de Dickinson, l'inséparable de Lilian, le guêpier de Böhm, le rollier à raquettes, le calao à bec pâle, le merle kurrichane, le traquet d'Arnott, le souimanga à ventre blanc, le serin oreillard, le paradis à large queue Whydah, le choucador de Meves. Le parc est le seul endroit au Malawi où se trouvent l'inséparable de Lilian et le barbican à poitrine brune. Selon African Parks, il existe au moins six espèces différentes de vautours à Liwonde, dont quatre sont en danger critique d'extinction.
En 2011, Birdlife International et le Good Gifts Catalog ont collecté des fonds pour enquêter et surveiller l'inséparable de Lilian menacé. Les gardes du parc et les étudiants locaux ont travaillé avec la Wildlife and Environmental Society du Malawi pour rechercher les tourtereaux de Lilian en 2012. Il y a eu des demandes répétées pour autoriser la capture d'oiseaux dans le parc à des fins commerciales, en particulier l'inséparable de Lilian, mais celles-ci ont jusqu'à présent été refusées.

## Conflit homme-faune

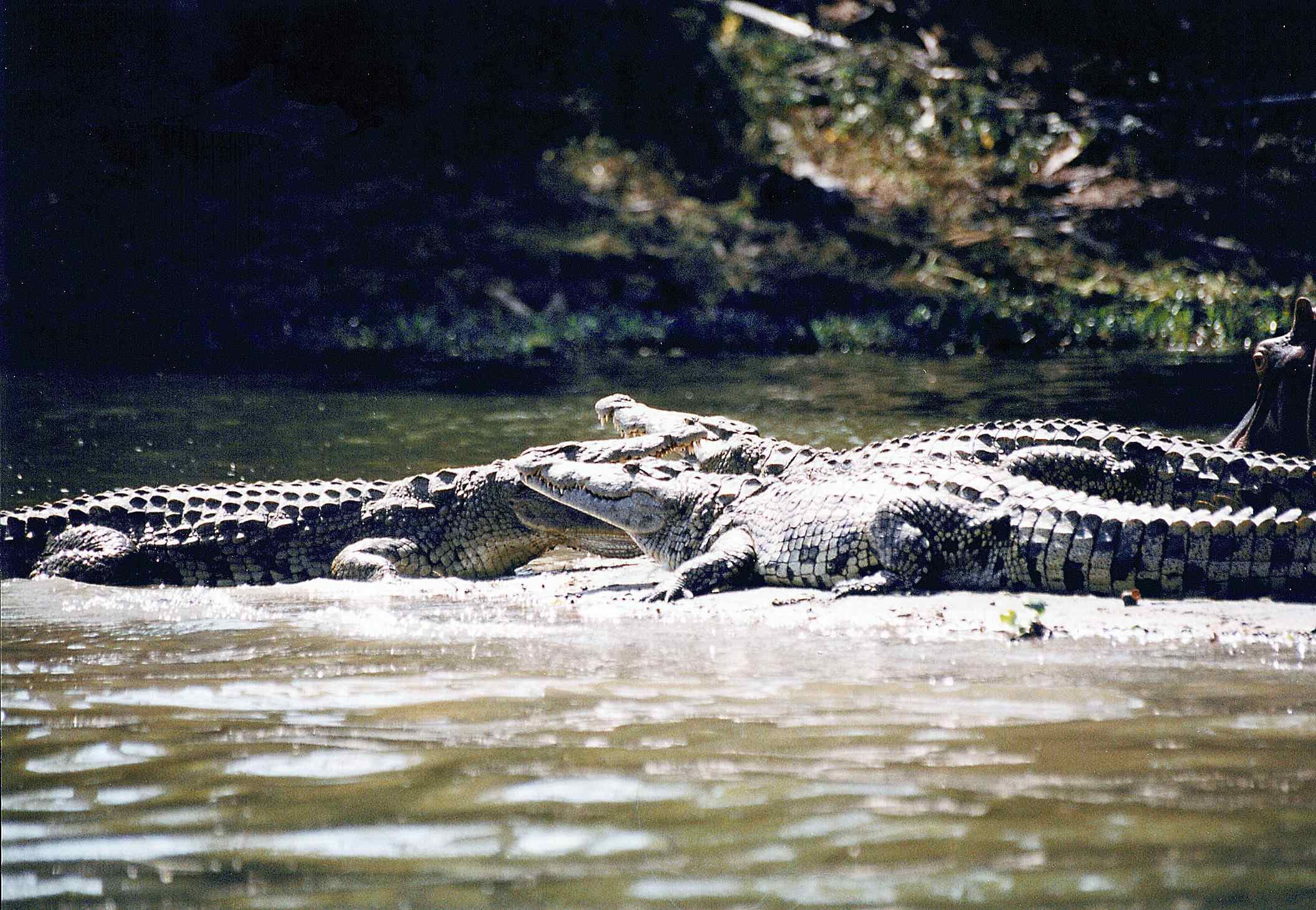
Crocodiles dans le parc en 2007

Les interactions entre les humains et les animaux sauvages à l'intérieur et autour du parc ont entraîné d'importants conflits entre l'homme et la faune, en particulier avec les éléphants.
En 2015, des braconniers ont tué au moins deux éléphants et un jeune rhinocéros a dû être sauvé d'un piège à collet métallique. Les responsables du parc ont utilisé un avion pour ramener les éléphants dans le parc depuis les zones voisines et patrouiller les eaux du parc en bateau pour réduire la pêche illégale. En septembre 2015, les responsables du parc ont confirmé la mort de trois braconniers à l'intérieur et de quatre personnes à l'extérieur du parc à la suite d'attaques de crocodiles et d'éléphants. Les incidents se sont produits à sept semaines d'intervalle. Le directeur général d'African Parks a qualifié les attaques de presque sans précédent, mais a également déclaré que les conflits entre les animaux et les humains étaient l'une des raisons pour lesquelles le gouvernement du Malawi a invité l'organisation à gérer le parc. Depuis qu'African Parks a assumé la gestion du parc en 2015, les incidences des conflits entre l'homme et la faune ont considérablement diminué.
Cinquante éléphants et deux rhinocéros à Liwonde ont été tués par des braconniers entre 2014 et 2017, et les rangers ont récupéré entre 18 000 et 23 000 pièges dans le parc de 2015 à 2017,. African Parks a procédé à plus de 100 arrestations et installé 120 km de clôtures électriques dans le but de réduire les conflits et le braconnage. En 2016-2017, l'organisation a reçu un financement du Fonds mondial pour la nature et une subvention de 5 millions de dollars de Google pour évaluer la viabilité de l'utilisation de drones comme outils d'application de la loi. Ces tentatives se sont avérées fructueuses et, par conséquent, pas un seul rhinocéros ou éléphant n'a été braconné à Liwonde depuis 2017.

## Flore
Le mopane est la grande espèce végétale la plus répandue dans le parc. L'orchidée épiphyte, Microcoelia ornithocephala est presque endémique au parc, également enregistrée sur la colline voisine de Sambani. Les autres plantes du parc comprennent : les acacias, le miombo, l'Albizia harveyi, l'Adansonia digitata, les roselières le long des rivières, les forêts à feuilles persistantes bordant les affluents, Vachellia xanthophloea (arbre à fièvre), Borassus (Palmyra palm), câpres, Hyphaene coriacea (palmier Lala) et Kigelia (arbres à saucisses).

## Économie
Le tourisme représente environ 97 % des revenus totaux générés par le parc, dont 58 % proviennent des redevances de concession des pavillons privés du parc. La commune la plus proche du parc est Liwonde, et il existe des preuves mitigées que les avantages économiques du parc ont un impact important au-delà des limites du parc,. Le parc présente de nombreuses caractéristiques d'une station balnéaire enclavée, mais il existe de petites entreprises telles que le groupe de femmes de Makanga et le Njobvu Cultural Village Lodge qui commercialisent des biens et des services aux touristes du parc. Avant la construction d'une clôture, les personnes vivant à proximité du parc ont plaidé en faveur de sa construction, affirmant que les animaux endommageaient leurs cultures. Des propositions ont été faites par le ministre des Finances du Malawi pour que les revenus générés par le parc soient répartis entre le parc et les communautés locales, bien que la mise en œuvre ait été retardée.

### Tourisme
Mvuu Lodge (mvuu signifie hippopotame en Chewa), situé sur les rives de la rivière Shire, est le seul lodge du parc, depuis février 2015. Le lodge, créé en 1995, est exploité par Central Africa Wilderness Safaris,. une entreprise connue pour ses pratiques durables et sa volonté de soutenir les communautés locales et les efforts de conservation. Mvuu Lodge possède une propriété sœur appelée Mvuu Camp. Les safaris en bateau offrent aux clients la possibilité d'observer la faune. Le lodge et le camp employaient 110 personnes, en 2015, dont : 14 guides, 4 mécaniciens (et un mécanicien de bateau), 3 charpentiers, 2 tailleurs, un constructeur, un électricien et assistant, et un cordonnier et dispose de 56 lits ainsi que campings,. Auparavant, un deuxième lodge, le Chinguni Hills Lodge, fonctionnait dans la partie sud du parc. Ouvert en 2000, ce lodge comptait 44 lits plus des campings et se concentrait sur les marchés économiques et de milieu de gamme par rapport à l'objectif haut de gamme de Mvuu.

## Partenariats de conservation
African Bat Conservation a mené des recherches à Liwonde en 2014 et a travaillé avec le parc sur le programme national de surveillance des chauves-souris, qui évalue la diversité et la taille des populations de chauves-souris, jusqu'en 2016. Carnivore Research Malawi a travaillé avec le parc pour évaluer la densité et la distribution des carnivores, en particulier pour la population d'hyènes tachetées, jusqu'en 2016.
En 2021, le Lilongwe Wildlife Trust a assumé la responsabilité de la surveillance d'un certain nombre d'espèces dans le parc national de Liwonde pour le compte d'African Parks. Leur programme se concentre sur les carnivores réintroduits, ainsi qu'une gamme d'espèces écologiquement et nationalement importantes.
Le programme de conservation du parc national de Liwonde, qui vise à améliorer la gestion et la sécurité du parc et à soutenir les communautés voisines, est une collaboration entre le Fonds international pour la protection des animaux et le DNPW. Les projets comprenaient la pisciculture, la culture hydroponique, les conflits homme-faune et les efforts de réduction du braconnage, et la formation professionnelle.